# Astatotilapia
Astatotilapia – rodzaj słodkowodnych ryb okoniokształtnych z rodziny pielęgnicowatych (Cichlidae). Nazwa rodzaju pochodzi od słów astato – „zmienny” oraz Tilapia, i nawiązuje do zmienności uzębienia ryb zaliczanych do tilapii.

## Występowanie
Występują w rzekach i jeziorach Afryki, m.in. w jeziorach Tanganika i Kiwu, a jeden gatunek (Astatotilapia flaviijosephi) w Izraelu i Syrii – jest to jedyny znany nauce przedstawiciel Haplochromini, którego naturalny zasięg występowania leży poza Afryką.

## Systematyka
Rodzaj został ustanowiony przez Jacques’a Pellegrina, m.in. na podstawie różnic w uzębieniu osobników młodocianych, pośrednim pomiędzy uzębieniem u Tilapia i Paratilapia. Przyjętym przez Pellegrina gatunkiem typowym rodzaju jest Sparus desfontainii, obecnie klasyfikowany jako Astatotilapia desfontainii.
Samo ustanowienie rodzaju oraz klasyfikowane do niego gatunki było przedmiotem wielu dyskusji. Niektórzy autorzy (m.in. Boulenger, Regan i van Oijen) włączali je do rodzaju Haplochromis, podczas gdy Greenwood zaliczył do Astatotilapia 19 gatunków. Wobec narastających niejasności dotyczących bliskich relacji pokrewieństwa gatunków zaliczanych do Haplochromis sensu lato, Van Oijen zaproponował, by wszystkie kontrowersyjne rodzaje wyodrębnione z Haplochromis uznać za synonimy, a objęte nimi gatunki traktować jako Haplochromis sp., do czasu pojawienia się jednoznacznych opracowań taksonomicznych. Wielu autorów zgodziło się z propozycją van Oijena, co znalazło odzwierciedlenie w nazewnictwie stosowanym w literaturze naukowej po roku 1996.
Pomimo braku nowej i bardziej precyzyjnej diagnozy taksonomicznej rodzaju, znane internetowe bazy danych o rybach – Catalog of Fishes i FishBase – ponownie zaczęły stosować nazwę Astatotilapia. Zaliczają do tego rodzaju następujące gatunki:
- Astatotilapia bloyeti (Sauvage, 1883)
- Astatotilapia burtoni (Günther, 1894) – gębacz trójbarwny[4], gębacz czarnogardły[5]
- Astatotilapia calliptera (Günther, 1894)
- Astatotilapia desfontainii (Lacepède, 1802)
- Astatotilapia flaviijosephi (Lortet, 1883)
- Astatotilapia fuelleborni (Hilgendorf & Pappenheim, 1903)
- Astatotilapia gigliolii (Pfeffer, 1896)
- Astatotilapia stappersii (Poll, 1943)
- Astatotilapia swynnertoni (Boulenger, 1907)
- Astatotilapia tchadensis Trape, 2016

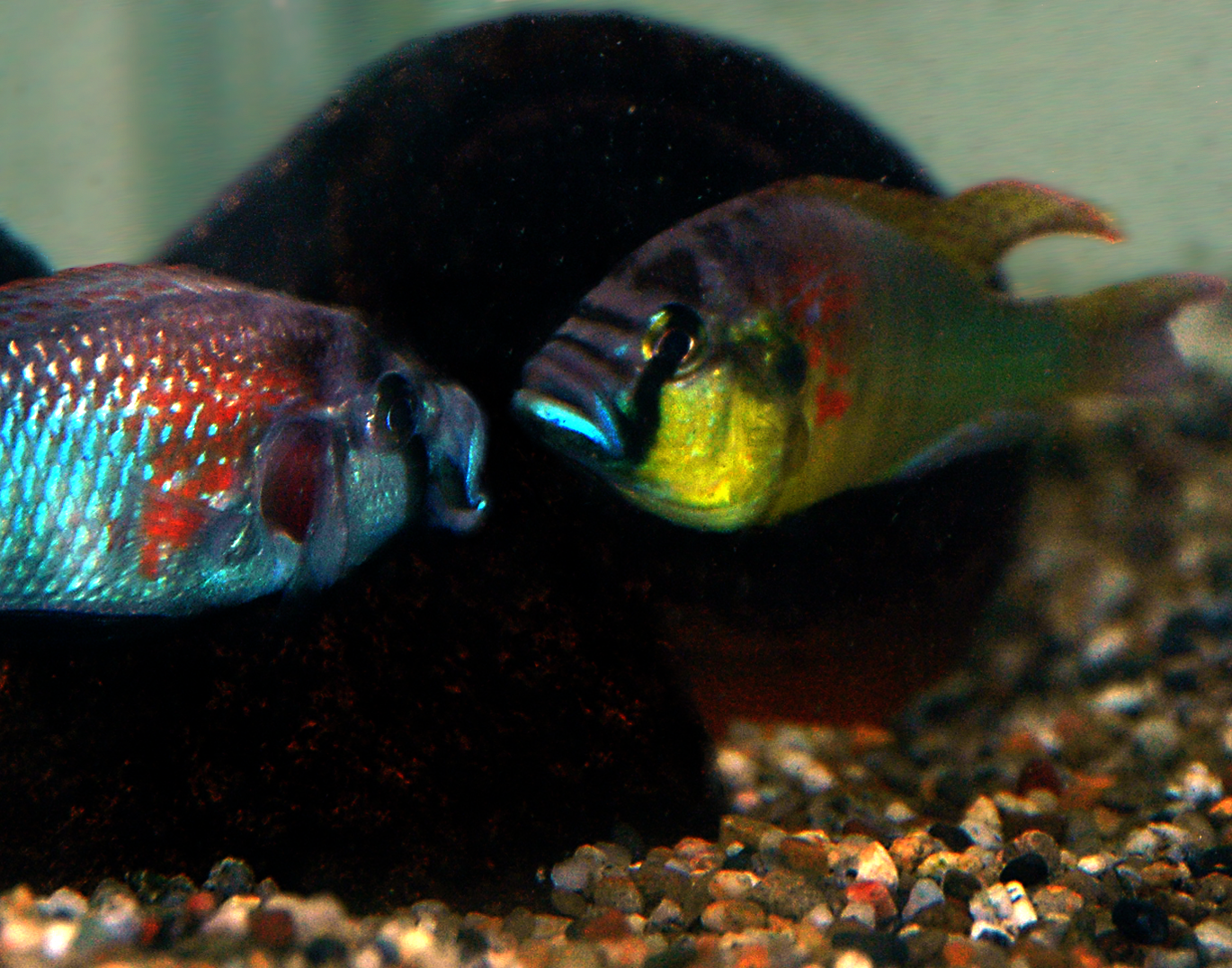
Astatotilapia burtoni
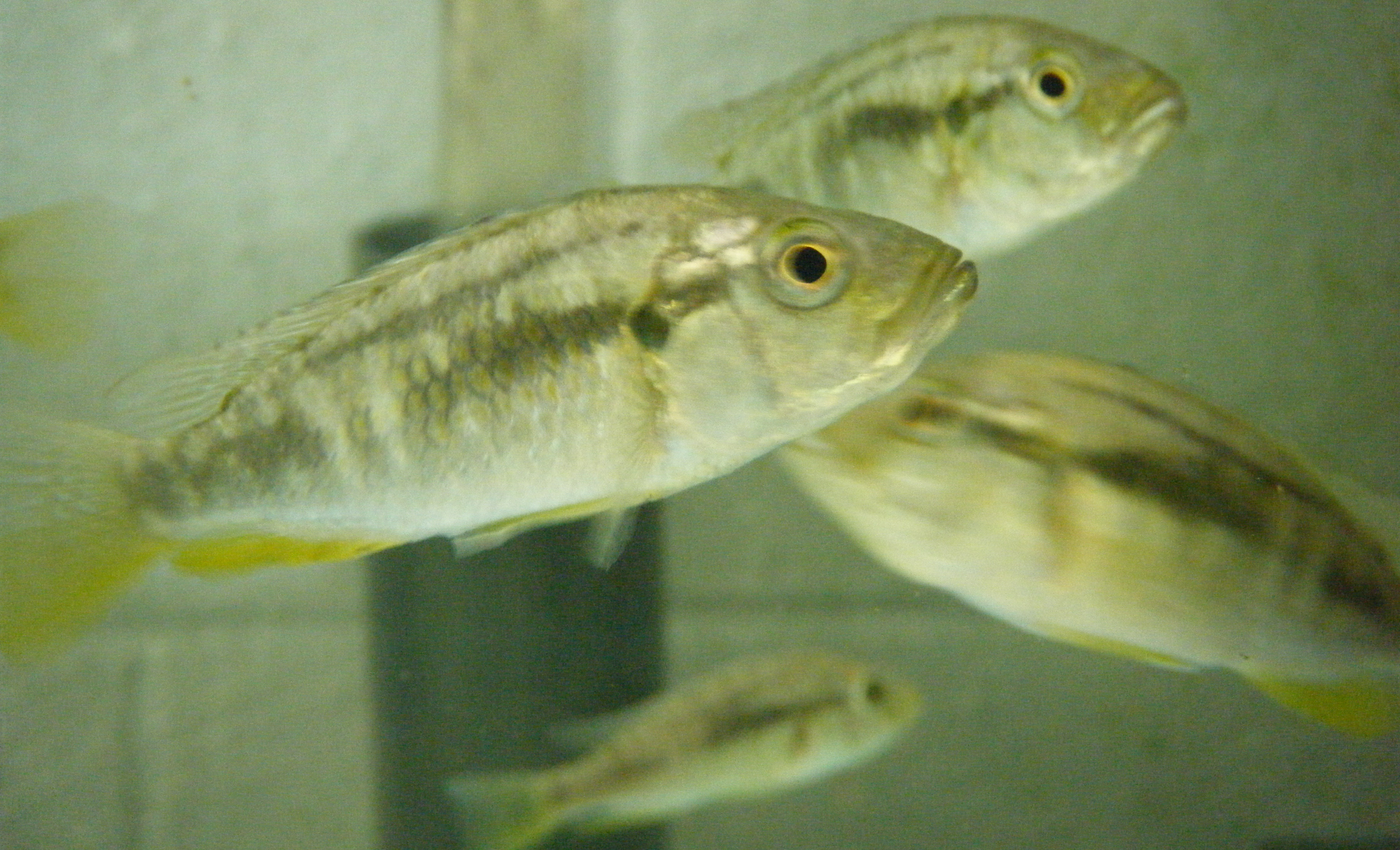
Astatotilapia calliptera